# Паспорт громадянина Сербії

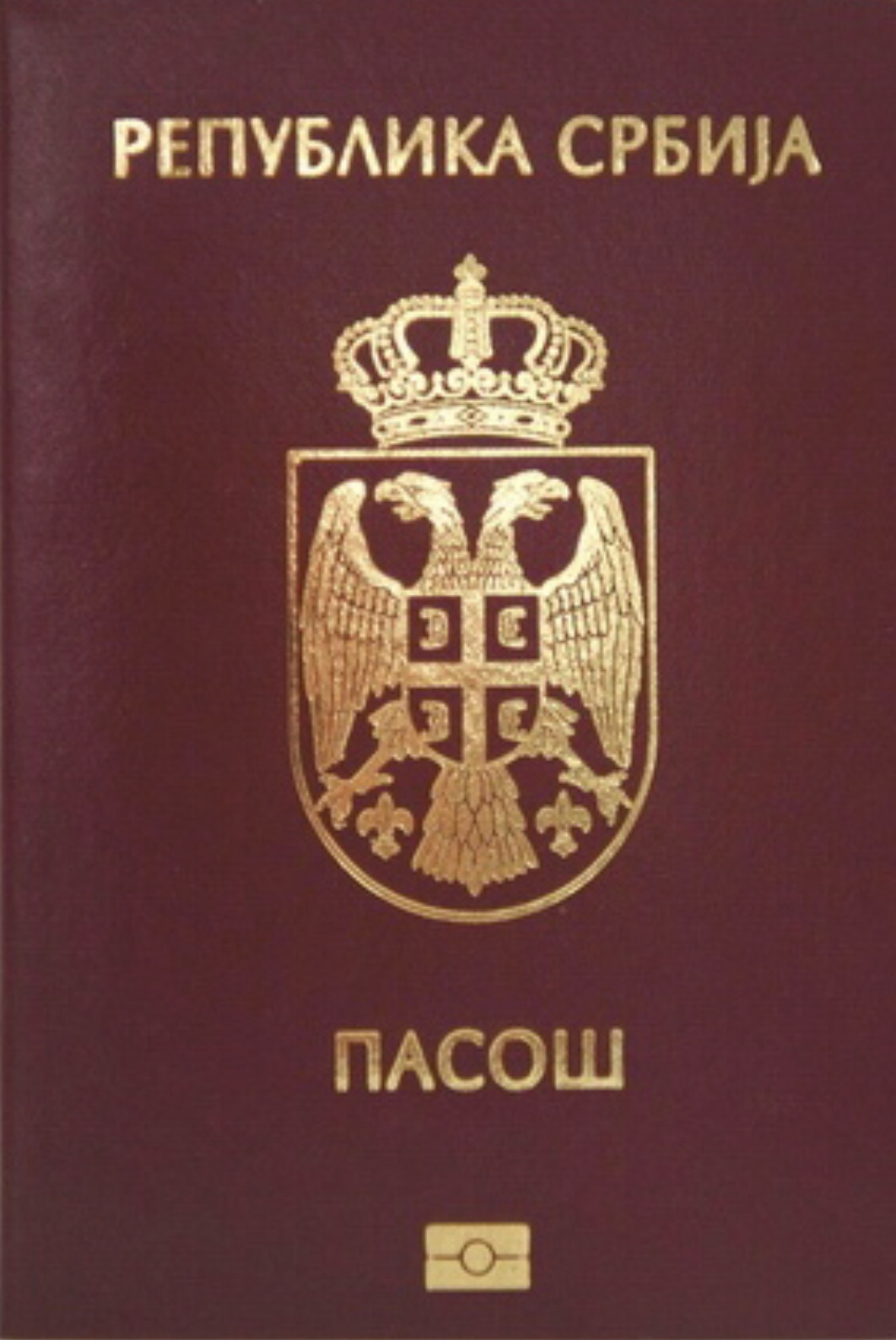
Обкладинка біометричного сербського паспорту

Паспорт громадянина Сербії — документ, що видається громадянам Сербії для поїздок за кордон. Видається міністерством внутрішніх справ Сербії — для громадян, що проживають на території Сербії, та посольствами — для громадян, що проживають за кордоном. Також паспорт підтверджує сербське громадянство. Громадяни Сербії не можуть мати більше одного паспорта одночасно.
Громадяни Сербії також використовують югославські паспорти. При зміні назви країни на Сербія і Чорногорія нові паспорти не видавались. Такі паспорти дійсні до 31 грудня 2010 року.

## Жителі Косова
Жителі Косова також мають право отримати сербський паспорт, який видається Сербською координаційною радою. Власники такого паспорту повинні отримати візу для в'їзду до країн Шенгенської угоди. Сербія не визнає паспорти Косова.
| Прапор Сербії | Це незавершена стаття про Сербію. Ви можете допомогти проєкту, виправивши або дописавши її. |